# Зеленков, Артём Михайлович
Артём Михайлович Зеленков (род. 6 августа 1987 года, Невель, СССР) — российский волейболист, либеро.

## Достижения
- Серебряный призер чемпионата России (2017/2018).
- Серебряный призер Высшей лиги «А» (2010/2011).